# Г'юбер (гора)
Г'юбер, Губер (англ. Huber) — гора висотою 3348 м, розташована за 2 км на схід від озера О'Гара в хребті Боу у національному парку Йохо, в Канадських Скелястих горах Британської Колумбії, Канада. Сусідня найвища вершина — гора Вікторія на північний схід. Гора Г'юбер — вторинна вершина гори Вікторія, яка знаходиться на континентальному вододілі.

## Історія
Названа у 1903 році Семюелем Алленом на честь Еміля Губера, швейцарського альпініста, який разом із Карлом Сульцером вперше піднявся на гору сера Дональда в горах Селькірк. Назва гори стала офіційною у 1924 році, коли була затверджена Комітетом географічних назв Канади.

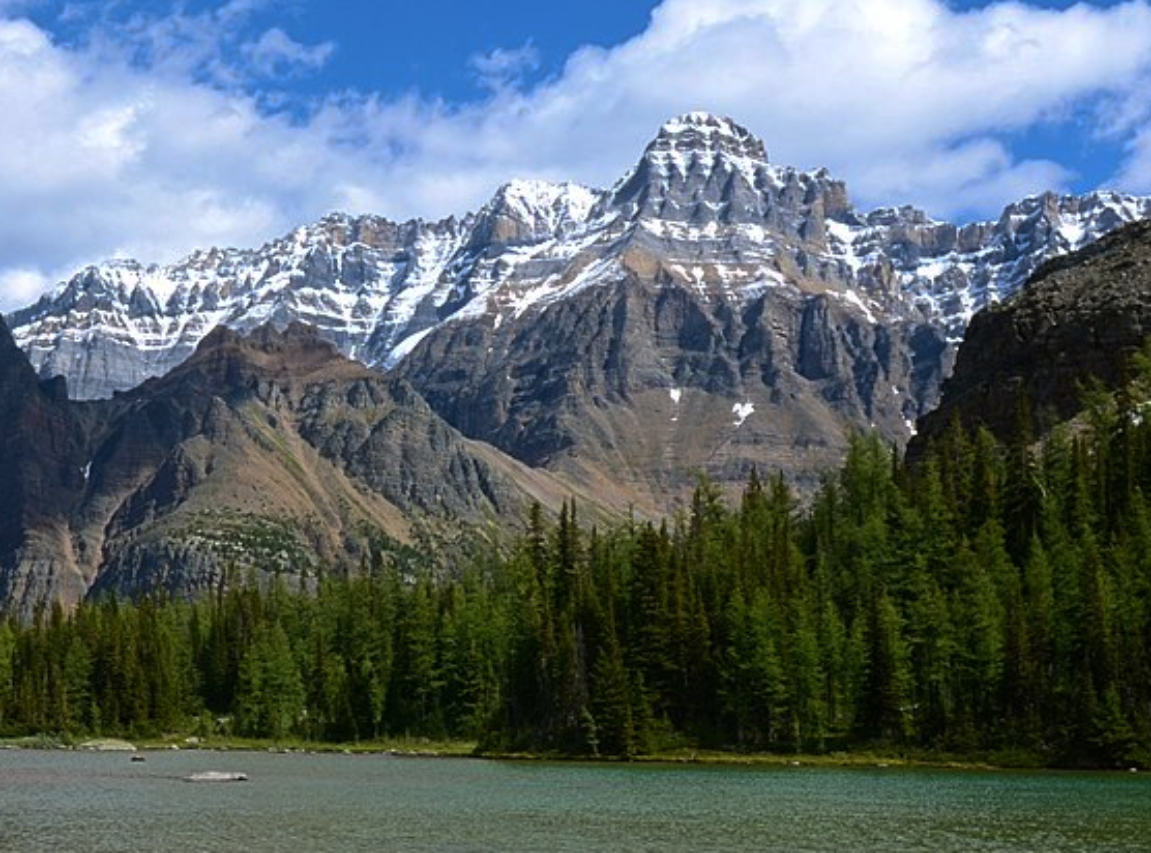
Гора Г'юбер, вид із озера Шаффер

## Геологія
Гора Г'юбер складається з осадових порід, закладених у докембрійський та юрський періоди. Сформована в мілководних морях, ця осадова скеля була підсунута на схід поверх молодшої породи під час ларамідського горотворення.

## Клімат
Згідно до класифікації клімату Кеппена, гора розташована в субарктичному кліматі з холодними, сніжними зимами та м'яким літом. Температура може опускатися нижче −20 °C, а враховуючи коефіцієнти охолодження вітру — нижче -30 °C. Стоки з гори впадають в притоки Кікінг-Горс, яка є притокою річки Колумбії.